# 9723 Binyang
A 9723 Binyang (ideiglenes jelöléssel (9723) 1981 EP13) a Naprendszer kisbolygóövében található aszteroida. Schelte J. Bus fedezte fel 1981. március 1-én.